# Shugo Chara Egg!
Shugo Chara Egg! (しゅごキャラエッグ！, shugo kyara eggu!) est un groupe de J-pop du Hello! Project, actif de 2008 à 2010.

## Histoire
Le groupe est créé en septembre 2008 pour interpréter les génériques de la série d'animation Shugo Chara!. Il est au départ constitué de quatre idoles japonaises du Hello! Pro Egg sélectionnées en 2004, qui incarnent des personnages de la série : Amulet Diamond, Amulet Heart, Amulet Clover et Amulet Spade. 
En mai 2009, trois d'entre elles sont parallèlement intégrées au nouveau groupe S/mileage, puis sont officiellement remplacées au sein de Shugo Chara Egg! en août 2009 par deux autres recrues plus récentes du H!P Egg, dont Mizuki Fukumura, et un troisième nouveau membre de dix ans sélectionné en novembre 2009 au terme d'une audition organisée pour l'occasion.
Après deux premiers singles sortis sous son nom, les chansons suivantes du groupe sortiront couplées en deuxièmes titres sur les singles d'un autre groupe créé pour la même série : Guardians 4. Les deux groupes cessent leurs activités à la fin de la série en mars 2010. Mizuki Fukumura rejoint ensuite le groupe phare du H!P Morning Musume en janvier 2011.

## Membres
1e génération (septembre 2008 - août 2009)
- Ayaka Wada (和田彩花, Wada Ayaka?), née le 1er août 1994 (30 ans) : Amulet Diamond
- Yūka Maeda (前田憂佳, Maeda Yūka?), née le 28 décembre 1994 (30 ans) : Amulet Heart
- Kanon Fukuda (福田花音, Fukuda Kanon?), née le 12 mars 1995 (29 ans) : Amulet Clover
- Akari Saho (佐保明梨, Saho Akari?), née le 8 juin 1995 (29 ans) : Amulet Spade

2e génération (septembre 2009 - mars 2010)
- Akari Saho : Amulet Spade
- Mizuki Fukumura (譜久村聖, Fukumura Mizuki?), née le 30 octobre 1996 (28 ans), intégrée au H!P Egg en 2008 : Amulet Heart
- Irori Maeda (前田彩里, Maeda Irori?), née le 7 mai 1997 (27 ans), intégrée au H!P Egg en 2006 : Amulet Clover
- Nanami Tanabe (田邉奈菜美, Tanabe Nanami?), née le 10 novembre 1999 (25 ans), intégrée en novembre 2009 : Amulet Diamond

## Discographie

### Singles
Shugo Chara Egg!
- 10 décembre 2008 : Minna no Tamago (みんなのたまご?)
- 25 février 2009 : Shugo Shugo! (しゅごしゅご!?)

Guardians 4 (avec Shugo Chara Egg! en face B)
- 27 mai 2009 : Omakase Guardian / Omakase Guardian (Shugo Chara Egg! version)
- 2 septembre 2009 : School Days / School Days (Shugo Chara Egg! version)
- 18 novembre 2009 : Party Time / Watashi no Tamago (Guardians 4 / Shugo Chara Egg!)
- 20 janvier 2010 : Going On! / Arigatō ~ Ōkiku Kansha~

### Compilation
- 10 mars 2010 : Shugo Chara! Song Best

### DVD
Singles V (DVD)
- 21 janvier 2009 : Minna no Tamago (みんなのたまご?)
- 4 mars 2009 : Shugo Shugo! (しゅごしゅご!?)